# Romeinse villa Haccourt
De Romeinse villa in Haccourt (1e - 2e eeuw), in de Belgische gemeente Oupeye (deelgemeente Haccourt), is een voormalige villa uit de Romeinse tijd, een archeologische site en beschermd erfgoed. Er gebeurde een grondig archeologisch onderzoek in de jaren 1960. Hierbij werden een bad-installatie en kleine kruisvormige kelder gevonden. Verder werd een intacte mozaïekvloer uit de 1e eeuw gevonden die deel uitmaakte van een eerder gebouw.